# می‌دونستم شر میشی
می‌دونستم شَرّ میشی (انگلیسی: I Knew You Were Trouble) ترانه‌ای است که توسط خواننده-ترانه‌پرداز آمریکایی تیلور سوئیفت برای چهارمین آلبوم استودیویی‌اش سرخ (۲۰۱۲) ضبط شده‌است. این ترانه در ۹ اکتبر ۲۰۱۲ توسط بیگ مشین رکوردز به عنوان سومین تک‌آهنگ تبلیغاتی از آلبوم منتشر شد؛ بعداً به عنوان سومین تک‌آهنگ آلبوم در ۲۷ نوامبر ۲۰۱۲ تبلیغ شد. به عنوان چهارمین قطعه از آلبوم سرخ، این ترانه را سوئیفت، مکس مارتین و شلبک نوشته‌اند و مارتین و شلبک تهیه آن را انجام داده‌اند. «می‌دونستم شر میشی» به عنوان «کیس-آف» و «ترانه جدایی» با صدای پاپ راک، الکتروپاپ و دنس پاپ، با تأثیرات قوی از دابستپ توصیف شده‌است. اشعار آن جزئیات یک رابطه سمی را بیان می‌کند.